# Conopophage ardoisé
Conopophaga ardesiaca
Espèce
Statut de conservation UICN

 LC  : Préoccupation mineure
Le Conopophage ardoisé (Conopophaga ardesiaca) est une espèce de passereaux de la famille des Conopophagidae.

## Liste des sous-espèces
Selon BioLib (19 juin 2018) :
- sous-espèce Conopophaga ardesiaca ardesiaca d'Orbigny & Lafresnaye, 1837
- sous-espèce Conopophaga ardesiaca saturata Berlepsch & Stolzmann, 1906

Selon Catalogue of Life (19 juin 2018) :
- sous-espèce Conopophaga ardesiaca ardesiaca Orbigny & Lafresnaye, 1837
- sous-espèce Conopophaga ardesiaca saturata Berlepsch & Stolzmann, 1906

Selon la classification de référence du Congrès ornithologique international (version 8.1, 2018) :
- sous-espèce Conopophaga ardesiaca saturata von Berlepsch & Stolzmann, 1906
- sous-espèce Conopophaga ardesiaca ardesiaca d'Orbigny & Lafresnaye, 1837